# وحشی سواران
وحشی سواران (به انگلیسی: Villa Rides) 
یک فیلم سینمایی تکنی‌کالر آمریکایی در ژانر وسترن و فیلم جنگی محصول سال ۱۹۶۸ به کارگردانی باز کولیک و با بازی یول برینر به عنوان پانچو بی‌یا و رابرت میچام بازیگران حامی شامل چارلز برانسون به عنوان فیررو ، هربرت لام به عنوان ویکتوریانو اوارتا و الکساندر ناکس به عنوان فرانسیسکو مادرو می‌باشند.

## بازیگران
- یول برینر در نقش پانچو بی‌یا
- رابرت میچام در نقش لی آرنولد
- ماریا گراتزیا بوچلا در نقش فینا
- چارلز برانسون در نقش رودلفو فیررو
- هربرت لام در نقش ژنرال ویکتوریانو اوارتا
- فرانک ولف در نقش رامیرز
- الکساندر ناکس در نقش رئیس جمهور فرانسیسکو مادرو
- دیانا لوریس در نقش امیلیتا
- باب کاریکارت در نقش دون لوئیس
- فرناندو ری در نقش فوئنتز
- خوزه ماریا پرادا در نقش سرگرد
- آنتیتیتو رویز در نقش خوان
- جیل ایرلند در نقش دختر در رستوران
- سیال تانر در نقش دختر چریکی
- رجینا دو جولیان در نقش لوپیتا
- آندرس مونرال در نقش سرو هررا
- ناتسارنو ناتاله در نقش یکی از افراد شرور